# Sul (série de televisão)
Sul é uma série de televisão portuguesa de drama criada por Edgar Medina e Guilherme Mendonça, realizada por Ivo M. Ferreira é produzida pela Arquipélago Filmes. A banda sonora é da autoria dos Dead Combo. A série estreou a 28 de setembro de 2019, na RTP1, e concluiu a transmissão a 23 de novembro de 2019.

## Sinopse
Um inspector da Polícia Judiciária, niilista e socialmente incapaz, investiga um conjunto de mortes suspeitas no Rio Tejo. Quando a investigação se adensa, a ajuda surge de um lugar inesperado. Enquanto isso, um país angustiado por uma forte crise económica e social agita-se.
A série desenvolve-se à volta de casos de homicídios ocorridos durante o verão, na altura da crise económica e social que afetou Portugal.

## Recepção
A série Sul foi reconhecida como “um marco no audiovisual português”, tendo sido a primeira série nacional a ser seleccionada para apresentação na CoPro Series em 2018, uma secção do Co-Production Market da Berlinale, integrando assim a lista de 8 séries dramáticas internacionais a serem apresentadas no mercado de coproduções do festival. Em 2019, a série regressa ao Festival Internacional de Cinema de Berlim para exibir o primeiro episódio, na secção Drama Series Days (EFM/Berlinale). 

Os nove episódios da série Sul foram exibidos entre 28 de Setembro e 23 de Novembro de 2019, na RTP1. A série foi reconhecida pela crítica nacional e internacional, tendo sido elogiada pela sua qualidade técnica e narrativa, considerada a melhor série portuguesa do ano e equiparada às melhores séries produzidas no mundo.
“That the series was screened in Berlin is proof South stands alongside the top-quality TV dramas now being produced around the world. All eyes will now be on Portugal to see whether the country can follow Spain’s footsteps in establishing itself as a storytelling force on the international stage." Michael Pickard, Drama Quaterly, Outubro 2019  
“La mayor sorpresa nos llega inesperadamente desde Portugal con un thriller muy bien estructurado y sobre todo muy ilustrativo de la gravísima situación económica portuguesa de hace cinco años.” Lorenzo Mejino, El Diario Vasco, Dezembro 2019 
“E, ainda, o que mais interessa, gente, gente lisboeta, mesmo, como tão pouco vemos contado nos nossos romances, filmes ou jornais. Uma série chamada Sul, como se o apelo fosse partir, quando a história, o som dela e as formas, e sobretudo as pessoas, nos agarram para ficar. (...) Suspeito que outro jogo surgirá nas nossas casas, nas próximas semanas: será que os argumentistas vão ousar matar, ousando afastar do nosso convívio dos sábados de 2021, da próxima temporada a filmar em 2020, quem nos apaixonou em 2019? A angústia dos espectadores por temer o desaparecimento de um qualquer daqueles artistas, que iremos descobrir boas personagens, é um bónus extra do Sul.” Ferreira Fernandes, Diário de Notícias, Outubro 2019    

"Foi também em plena mudança de Lisboa que Edgar Medina começou a escrever Sul, a melhor série portuguesa de 2019 e uma das melhores do ano (RTP1). Lisboa é um policial noir na balada da troika que é Sul." Joana Amaral Cardoso, Público, Dezembro 2019 
A partir de 24 de agosto de 2020, a série passou a estar disponível no catálogo do serviço de streaming HBO Portugal.
Em 2020, a série foi distinguida com o Prémio Sophia da Academia Portuguesa de Cinema de Melhor Série/Telefilme e o Prémio Autores da Sociedade Portuguesa de Autores de Melhor Programa de Ficção. “Sul” chegou também à fase de shortlist de nomeados dos prémios do Cinema Ibero-Americano, Premios Platino Xcaret, na categoria de Melhor Série de TV (entre outras categorias). 

## Elenco
- Adriano Luz como Humberto
- Jani Zhao como Alice
- Afonso Pimentel como Matilha
- Margarida Vila-Nova como Mafalda
- Ivo Canelas como pastor Santoro
- Beatriz Batarda como Jornalista
- Nuno Lopes como inspector Rebelo
- Margarida Marinho como Rosário
- José Raposo como Veríssimo
- Adriano Carvalho como Inspector-Chefe
- Miguel Guilherme como Dário Monteiro
- Miguel Seabra como Xavier
- Américo Silva como Pedro Chambell

### Elenco adicional
- Francisco Tavares como Agente Imobiliário
- António Fonseca como Médico Legista
- Maria João Abreu como Alexandra Chambel
- Duarte Grilo como Valério
- Rita Cabaço como Guida
- Andreia Bento como Berta
- Eric Santos como Capanga Pastor Santoro
- Paula Só como D. Helena
- Estevâo Antunes como Capanga Pastor Santoro 2
- Paulo Calatré como Inspector Júdice
- Jaime Freitas como Inspetor Dâmaso
- Leonor Silveira como funcionária do centro de emprego
- Pedro Inês como Chico
- Isabél Zuaa como Jovem Smith
- Manuel Moreira como Director Plantae
- Beatriz Menino como Ana
- Custódia Gallego como Maquilhadora
- João Pedro Mamede como Kiko
- Isac Graça como Joka
- Filipa Cardoso como Celestina Verónica
- Paula Guedes como Mimi
- Sara Belo como Ex-mulher
- Paulo Nery como Presidente da Câmara
- Maria João Pinho como Mulher Presidente da Câmara
- Guilherme Filipe como Fortunato Santos
- Cândido Ferreira como Henrique Maia
- Isaac Carvalho como Miúdo Babysitting
- Matita Ferreira como Miúda Babysitting
- Miguel Nunes como Nuno
- Ivo Alexandre como polícia
- Lydie Barbara como Enfermeira
- Pedro Barbeitos como segurança do porto
- Raimundo Cosme como fiel da igreja
- Miguel Monteiro como Guarda
- Emanuele Simontacchi
- Nicolas Brites

## Episódios
| N.º | Título           | Exibição original      | Audiência (espectadores) | Audiência (share) |
| --- | ---------------- | ---------------------- | ------------------------ | ----------------- |
| 1   | "Episódio n.º 1" | 28 de setembro de 2019 | 427 500                  | 10%               |
| 2   | "Episódio n.º 2" | 5 de outubro de 2019   | 389 500                  | 9,1%              |
| 3   | "Episódio n.º 3" | 12 de outubro de 2019  | ASD                      | ASA               |
| 4   | "Episódio n.º 4" | 19 de outubro de 2019  | ASD                      | 5,4%              |
| 5   | "Episódio n.º 5" | 26 de outubro de 2019  | ASD                      | ASA               |
| 6   | "Episódio n.º 6" | 02 de novembro de 2019 | ASD                      | ASA               |
| 7   | "Episódio n.º 7" | 09 de novembro de 2019 | ASD                      | ASA               |
| 8   | "Episódio n.º 8" | 16 de novembro de 2019 | ASD                      | ASA               |
| 9   | "Episódio n.º 9" | 23 de novembro de 2019 | ASD                      | ASA               |